# Campeonato Europeu de Atletismo em Pista Coberta de 2015 - 800 m masculino
A prova dos 800 metros masculino do Campeonato Europeu de Atletismo em Pista Coberta de 2015 foi disputada entre 6 e 8 de março de 2015 no O2 Arena em Praga, República Checa.

## Recordes
Antes desta competição, os recordes mundiais e do campeonato nesta prova eram os seguintes:
|                       | Nome             | Nacionalidade | Tempo     | Local | Data               |
| --------------------- | ---------------- | ------------- | --------- | ----- | ------------------ |
| Recorde mundial       | Wilson Kipketer  | Dinamarca     | 1m 42s 67 | Paris | 9 de março de 1997 |
| Recorde do campeonato | Paweł Czapiewski | Polónia       | 1m 44s 78 | Viena | 3 de março de 2002 |
| Recorde europeu       | Wilson Kipketer  | Dinamarca     | 1m 42s 67 | Paris | 9 de março de 1997 |

## Medalhistas
| Ouro                     | Prata              | Bronze               |
| Marcin Lewandowski (POL) | Mark English (IRL) | Thijmen Kupers (NED) |

## Cronograma
Todos os horários são locais (UTC+2).
| Data       | Hora  | Evento    |
| ---------- | ----- | --------- |
| 6 de março | 12:41 | Bateria   |
| 7 de março | 18:25 | Semifinal |
| 8 de março | 15:30 | Final     |

## Resultados

### Bateria
Qualificação: 2 atletas de cada bateria  (Q) mais os  4 melhores qualificados (q). 
| Posição | Bateria | Atleta                 | Nacionalidade        | Tempo   | Notas                |
| ------- | ------- | ---------------------- | -------------------- | ------- | -------------------- |
| 1       | 1       | Mark English           | Irlanda              | 1:48.10 | Q                    |
| 2       | 1       | Thijmen Kupers         | Países Baixos        | 1:48.19 | Q                    |
| 3       | 1       | David Palacio          | Espanha              | 1:48.33 | q                    |
| 4       | 2       | Marcin Lewandowski     | Polónia              | 1:48.56 | Q                    |
| 5       | 2       | Stepan Poistogov       | Rússia               | 1:48.70 | Q                    |
| 6       | 1       | Andreas Roth           | Noruega              | 1:49.09 | q                    |
| 6       | 2       | Brice Leroy            | França               | 1:49.09 | q                    |
| 8       | 3       | Kevin López            | Espanha              | 1:49.38 | Q                    |
| 8       | 5       | Guy Learmonth          | Reino Unido          | 1:49.38 | Q                    |
| 10      | 2       | Matěj Pavlíček         | Chéquia              | 1:49.43 | q                    |
| 11      | 4       | Robin Schembera        | Alemanha             | 1:49.55 | Q                    |
| 12      | 5       | Jan Van Den Broeck     | Bélgica              | 1:49.57 | Q                    |
| 13      | 4       | Paul Renaudie          | França               | 1:49.61 | Q                    |
| 14      | 3       | Nick Jensen            | Dinamarca            | 1:49.64 | Q,                   |
| 15      | 6       | Karol Konieczny        | Polónia              | 1:49.65 | Q                    |
| 16      | 6       | Declan Murray          | Irlanda              | 1:49.69 | Q                    |
| 17      | 4       | Thomas Roth            | Noruega              | 1:49.73 |                      |
| 18      | 3       | Mukhtar Mohammed       | Reino Unido          | 1:49.75 |                      |
| 19      | 6       | James Bowness          | Reino Unido          | 1:49.78 |                      |
| 20      | 1       | Aleš Zver              | Eslovênia            | 1:49.89 |                      |
| 21      | 3       | Amel Tuka              | Bósnia e Herzegovina | 1:49.92 |                      |
| 22      | 5       | Luis Alberto Marco     | Espanha              | 1:50.01 |                      |
| 23      | 5       | Žan Rudolf             | Eslovênia            | 1:50.08 |                      |
| 23      | 6       | Raimond Valler         | Estónia              | 1:50.08 | Recorde pessoal      |
| 25      | 7       | Jozef Repčík           | Eslováquia           | 1:50.24 | Q                    |
| 26      | 1       | Andreas Kramer         | Suécia               | 1:50.34 |                      |
| 27      | 7       | Andreas Almgren        | Suécia               | 1:50.61 | Q                    |
| 28      | 4       | Pauls Arents           | Letônia              | 1:50.62 |                      |
| 29      | 3       | Roman Yarko            | Ucrânia              | 1:50.68 |                      |
| 30      | 7       | Kamil Gurdak           | Polónia              | 1:50.76 |                      |
| 31      | 5       | Kristaps Valters       | Letônia              | 1:50.94 |                      |
| 32      | 4       | Filip Sasínek          | Chéquia              | 1:51.08 |                      |
| 33      | 5       | Miroslav Burian        | Chéquia              | 1:51.11 |                      |
| 34      | 3       | Renars Stepinš         | Letônia              | 1:51.20 |                      |
| 35      | 6       | Lucijan Zalokar        | Eslovênia            | 1:51.35 |                      |
| 36      | 7       | Theofanis Michaelas    | Chipre               | 1:51.45 |                      |
| 37      | 7       | Vyacheslav Olishevskyy | Ucrânia              | 1:51.48 |                      |
| 38      | 4       | Brice Etès             | Mónaco               | 1:51.57 | Recorde da temporada |
| 39      | 2       | Christos Demetriou     | Chipre               | 1:51.82 |                      |
| 40      | 6       | Andreas Rapatz         | Áustria              | 2:19.36 |                      |

### Semifinal
Qualificação: 2 atletas de cada bateria  (Q). 
| Posição | Bateria | Atleta             | Nacionalidade | Tempo   | Notas                |
| ------- | ------- | ------------------ | ------------- | ------- | -------------------- |
| 1       | 2       | Andreas Almgren    | Suécia        | 1:47.24 | Q                    |
| 2       | 2       | Thijmen Kupers     | Países Baixos | 1:47.34 | Q,                   |
| 3       | 2       | Kevin López        | Espanha       | 1:47.78 |                      |
| 4       | 2       | Stepan Poistogov   | Rússia        | 1:47.84 | Recorde da temporada |
| 5       | 2       | Declan Murray      | Irlanda       | 1:48.09 | Recorde da temporada |
| 6       | 3       | Marcin Lewandowski | Polónia       | 1:50.10 | Q                    |
| 7       | 1       | Guy Learmonth      | Reino Unido   | 1:50.50 | Q                    |
| 8       | 1       | Mark English       | Irlanda       | 1:50.54 | Q                    |
| 9       | 1       | Brice Leroy        | França        | 1:50.72 |                      |
| 10      | 1       | Jozef Repčík       | Eslováquia    | 1:50.76 |                      |
| 11      | 1       | Karol Konieczny    | Polónia       | 1:50.96 |                      |
| 12      | 3       | Robin Schembera    | Alemanha      | 1:51.07 | Q                    |
| 13      | 3       | Jan Van Den Broeck | Bélgica       | 1:51.09 |                      |
| 14      | 3       | David Palacio      | Espanha       | 1:52.21 |                      |
| 15      | 3       | Paul Renaudie      | França        | 1:53.14 |                      |
| 16      | 1       | Matěj Pavlíček     | Chéquia       | 1:53.18 |                      |
| 17      | 2       | Nick Jensen        | Dinamarca     | 1:54.04 |                      |
| 18      | 3       | Andreas Roth       | Noruega       | 1:57.56 |                      |

### Final
A final foi realizada às 15:30 no dia 8 de março de 2015.  
| Posição           | Atleta             | Nacionalidade | Tempo   | Notas                |
| ----------------- | ------------------ | ------------- | ------- | -------------------- |
| Medalha de ouro   | Marcin Lewandowski | Polónia       | 1:46.67 |                      |
| Medalha de prata  | Mark English       | Irlanda       | 1:47.20 |                      |
| Medalha de bronze | Thijmen Kupers     | Países Baixos | 1:47.25 | Recorde da temporada |
| 4                 | Andreas Almgren    | Suécia        | 1:47.78 |                      |
| 5                 | Robin Schembera    | Alemanha      | 1:47.83 |                      |
| 6                 | Guy Learmonth      | Reino Unido   | 1:47.84 |                      |

Legenda
| Recorde mundial       | Recorde mundial (World record)               |                       | Recorde africano                      | Recorde africano (African) |                                           | Q | Classificado por posição (Qualified) |
| Recorde do campeonato | Recorde do campeonato (Championship record)  | Recorde da América    | Recorde da América (Americas)         | q                          | Classificado por melhor tempo (Qualified) |   |                                      |
| Melhor marca do ano   | Melhor marca do ano (World leading)          | Recorde asiático      | Recorde asiático (Asian)              | DNS                        | Não largou (Did not start)                |   |                                      |
| Recorde nacional      | Recorde nacional (National record)           | Recorde europeu       | Recorde europeu (European)            | DNF                        | Não terminou (Did not finish)             |   |                                      |
| Recorde pessoal       | Recorde pessoal do atleta (Personal best)    | Recorde da Oceania    | Recorde da Oceania (Oceania)          | DSQ / DQ                   | Desclassificado (Disqualified)            |   |                                      |
| Recorde da temporada  | Recorde da temporada do atleta (Season best) | Recorde sul-americano | Recorde sul-americano (South America) | NM                         | Sem marca (No mark)                       |   |                                      |